# Lichtkuppel

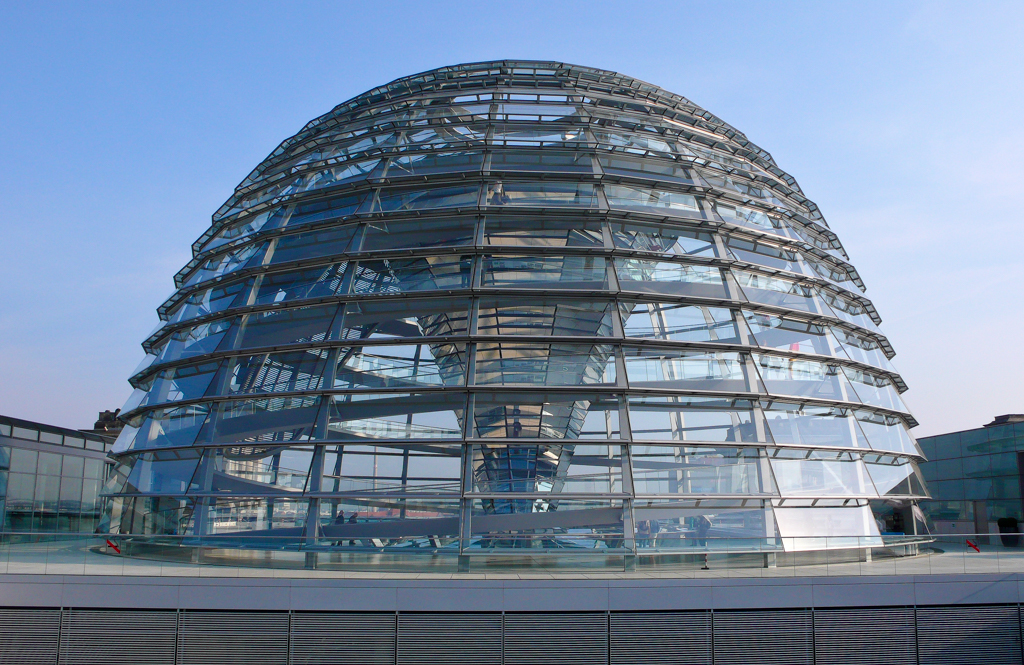
Lichtkuppel des Reichstagsgebäude

Eine Lichtkuppel ist eine raumpolygonale Pseudoschalenstruktur, deren elementare Elemente aus flachwinklig aneinandergesetzten, ebenen (oder gewölbten) Fenstern bestehen, eine Pseudoschalenstruktur, die insbesondere, auf Flachdächern aufgesetzt, Verwendung findet. Sie lenkt das natürliche Tageslicht in die Innenräume von Gebäuden und ermöglicht so eine effiziente Nutzung von Sonnenlicht für die Lichteinstrahlung. Eine Lichtkuppel ist eine beliebte architektonische Lösung für sowohl kommerzielle als auch private Bauten, da sie eine optimierte Lichtverteilung ermöglicht, was sie von herkömmlichen Fenstern unterscheidet, die senkrecht in Wände eingebaut sind.

## Eigenschaften und Funktionen
Eine Lichtkuppel setzt sich normalerweise aus einer Kuppel und einem Aufsatzkranz zusammen. Die Kuppel besteht in der Regel aus einem transparenten oder transluzenten Material und hat ein gewölbtes oder flaches Design. Zumeist werden Materialien wie Thermoplaste oder Duroplaste verwendet; die Verwendung von Glas ist selten. Der Aufsatzkranz ist dagegen in verschiedensten Materialien, wie etwa Stahl, Aluminium oder Kunststoff erhältlich.
Eine Lichtkuppel dient hauptsächlich dazu, natürliches Licht in Innenräumen zu maximieren und somit den Bedarf an künstlicher Beleuchtung während des Tages zu reduzieren. Dies spart nicht nur Energie, sondern schafft auch eine komfortablere und produktivere Umgebung für die Bewohner. Sie ist weiterhin in einer Vielzahl von Größen und Formen erhältlich und kann auf verschiedene Weise geöffnet werden, um eine bessere Luftzirkulation zu ermöglichen.

## Normen und Standards
Um Sicherheit, Qualität und Leistung zu gewährleisten, müssen Lichtkuppeln gemäß verschiedenen Normen und Standards gebaut und eingebaut werden. Die DIN EN 1873 gilt als allgemeine Norm, die die technischen Anforderungen und Prüfverfahren für Lichtkuppeln festlegt. Diese Norm trägt dazu bei, dass Lichtkuppeln den Belastbarkeits-, Wärmedämmungs- und Brandschutzstandards entsprechen. Lichtkuppeln, welche zum Brandrauchabzug eingesetzt werden, sind in der DIN 18232-2 genormt.
Grundlegende Begriffe und Kriterien für die Festlegung von Anforderungen an die Beleuchtung finden sich in der EN 12665:2024.

## Anwendungen und Beispiele
Lichtkuppeln werden in einer Vielzahl von Gebäuden wie Industrieanlagen, Bürogebäude, Schulen, Einkaufszentren und Wohngebäuden verwendet. Sie werden häufig in Umgebungen verwendet, in denen eine gleichmäßige und ausreichende Beleuchtung erforderlich ist, wie Innenhöfen, Atrien, Fluren und Produktionsstätten. Die imposante Glaskuppel des Reichstagsgebäudes in Deutschland ist ein bemerkenswertes Beispiel für eine Lichtkuppel, die nicht nur als Symbol für Offenheit und Transparenz dient, sondern aufgrund ihres trichterförmigen Konus mit Spiegeln auch eine Quelle für diffuses Licht für den Plenarsaal darstellt.